# VESA
A Video Electronics Standards Association (VESA) é um organismo internacional fundado em fins dos anos 1980 pela NEC Home Electronics e oito outros fabricantes de adaptadores de vídeo. O objetivo inicial era produzir um padrão para a resolução SVGA de 800×600 pixels. Desde então, a VESA criou uma série de padrões, a maioria dos quais relativos ao funcionamento de periféricos de vídeo em computadores compativeis com o IBM PC.

## Padrões VESA
Entre os padrões criados pela VESA destacam-se:
- VESA Feature Connector (VFC), conector obsoleto outrora presente em antigas placas de vídeo, usado como um barramento de 8 bits para outros dispositivos;
- VESA Advanced Feature Connector (VAFC), nova versão do VFC que expande o barramento de 8 bits para um barramento de 16 ou 32 bits.
- VESA Local Bus (VLB), outrora considerado um barramento de vídeo extremamente rápido (algo como o presente AGP).
- VESA BIOS Extensions (VBE), usado para habilitar suporte padrão para modos de vídeo avançados (em altas resoluções e profundidade de cor)
- Display Data Channel (DDC), que permite que monitores identifiquem-se para as placas de vídeo aos quais estão conectados. O formato dos dados de identificação reais é, todavia, denominado EDID (Eextended Display Identification Data).
- VESA Display Power Management Signaling, que permite que monitores sejam questionados sobre os tipos de modos de conservação de energia que suportam.
- Outros padrões, relativos a monitores de tela plana, conectores de vídeo, temporização de cabeamento de vídeo etc:
- Digital Packet Video Link
- Flat Display Mounting Interface (FDMI), o qual define a "montagem VESA" ("VESA mounts");
- General Timing Formula (GTF), padrão de temporização de vídeo;
- Coordinated Video Timings (CVT), padrão de temporização de vídeo;
- VESA Video Interface Port (VIP), um padrão de interface de vídeo digital;
- DisplayPort Standard, um padrão de interface de vídeo digital;
- VESA Enhanced Video Connector, padrão obsoleto para reduzir a quantidade de cabos usados em computadores.